# Flottille 14F
La Flotiglia 14F (in francese: Flottille 14F) è stata un'unità aerea imbarcata dell'Aéronautique navale, istituita il 15 gennaio 1953 e disattivata il primo luglio 1991.
Venivano soprannominati "Corsairs" (in italiano: Corsari).

## Storia
Verso la fine del 1952 alcuni piloti francesi si unirono alle forze armate statunitensi per eseguire un corso di formazione e conversione sul F4U Corsair. Il 15 gennaio 1953 venne formata la 14ª Flottiglia, equipaggiata con gli F4U-7, i primi del loro genere a vestire i colori francesi.
L'anno successivo, il personale dell'unità venne inviato, tramite aerei da trasporto, senza velivoli in Indocina, in quel momento territorio di guerra, dove poterono conoscere gli AU-1 Corsair prestati dagli americani e che differivano poco dal quelli in loro dotazione. Dalla base aerea di Bach Maï le operazioni furono effettuate fino al luglio 1954, quando entrò in vigore il cessate il fuoco.
In seguito, nel 1955, gli uomini del 14F si diressero in Francia, senza aerei, e si stabilì a Cuers, dove ritrovò gli F4U-7. Nel 1956, ancora una volta, la 14F fu chiamata in operazioni di controllo dello spazio aereo, questa volta in Algeria, in guerra per l'indipendenza. Questi sono stati condotti insieme alla formazione di routine in tempo di pace.
Pochi mesi dopo, venne imbarcata sulla portaerei Arromanches, la flottiglia si diresse verso le acque del Medio Oriente. I "Corsari" ricevettero, ai fini dell'operazione moschettiere, le sue famose strisce gialle e nere. La 14F partecipò efficacemente a questa alla crisi di Suez, per poi far ritorno in Francia nel dicembre dello stesso anno, riprendendo la sua vita in tempo di pace e di guerriglia, con missioni in Algeria.

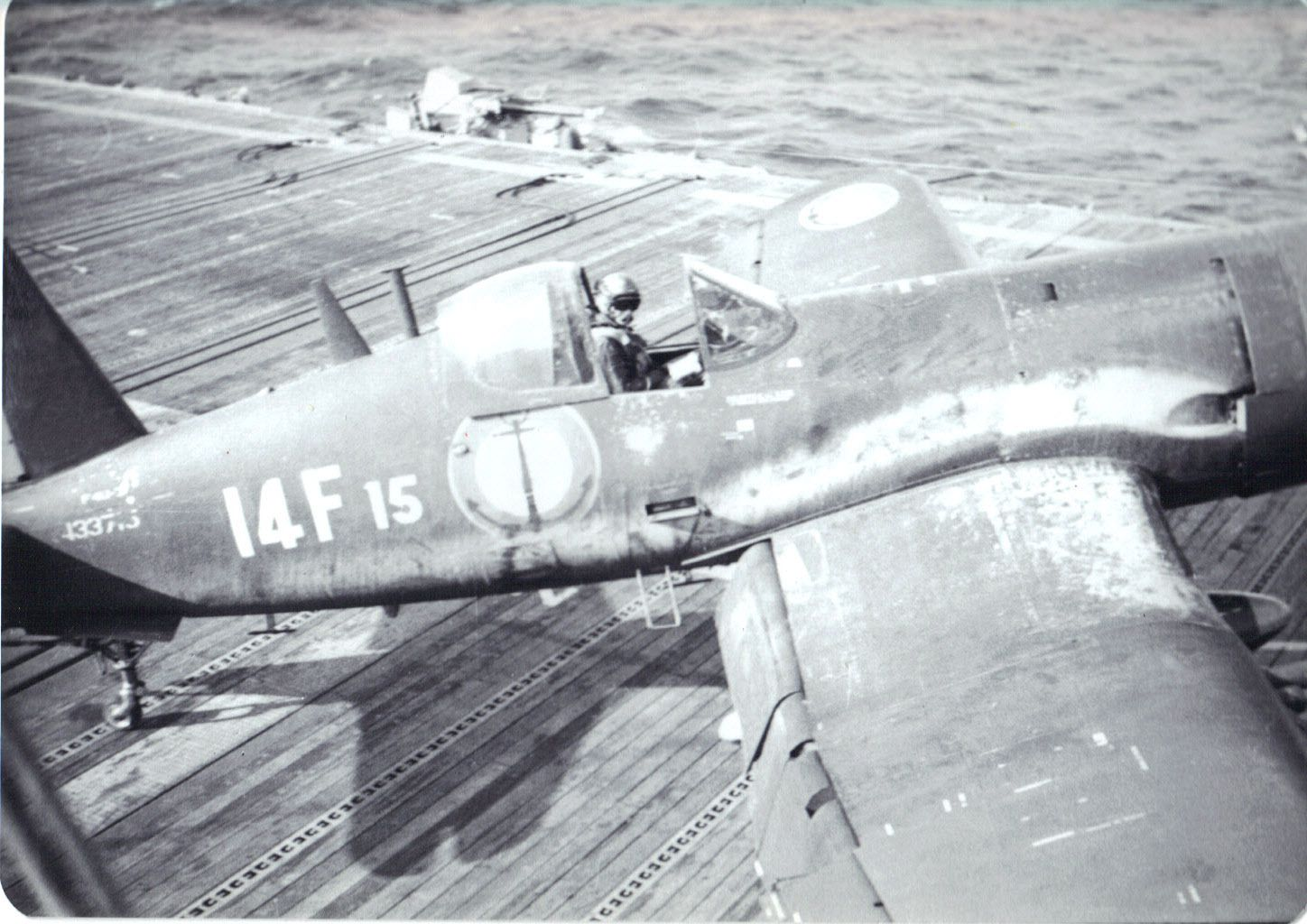
Un Vought F4U-7 Corsair della Flottille 14F sul ponte di volo della La Fayette nel 1962.

Nel luglio del 1961 l'unità effettuò alcune missioni contro l'insurrezione tunisina, facendo poi ritornò all'AFN dove si stabilì a Karouba. La flottiglia vi rimase fino all'agosto del 1963, quando raggiunse di nuovo la base aerea di Cuers. Ultima formazione ad utilizzare l'F4U-7 Corsair, la 14F venne sciolta nell'agosto del 1964. Successivamente, il primo marzo 1965, l'unità venne riformata ed equipaggiata con l'F8E (FN) Crusader.
Dal marzo 1965 al 1979, il "Crouze" portò i colori della flottiglia, ma quell'anno fu segnato da due cambiamenti: l'F8E lasciò il posto al Super Etendard, mentre la sua funzione di difesa aerea passò a quella di assalto tattico.
Per poco più di dieci anni il Super Etendard dell'unità operò in diversi mari, ma a causa delle ristrettezze economiche, il 14F cessò le sue attività il 1º luglio 1991.

## Comandanti
Lista di comandanti della Flottille 14F con relativa data di assunzione del comando:
- Lieutenant de vaisseau Pierre Ménettrier: 15 gennaio 1953;
- Lieutenant de vaisseau Jean-Pierre Cremer: 21 marzo 1955;
- Lieutenant de vaisseau Jacques Richebé: 24 gennaio 1957;
- Lieutenant de vaisseau Hubert Villedieu de Torcy: 12 febbraio 1959;
- Lieutenant de vaisseau Guirec Doniol: 24 marzo 1961;
- Lieutenant de vaisseau Yves Blanchon: 29 settembre 1962;

1ª disattivazione
- Lieutenant de vaisseau Yves Goupil: 1 marzo 1965;
- Lieutenant de vaisseau Georges Imbert: 15 settembre 1966;
- Lieutenant de vaisseau Jean-Claude Benoist: 30 aprile 1968;
- Lieutenant de vaisseau Michel Debray: 10 marzo 1970;
- Lieutenant de vaisseau Jean-Pierre Robillard: 13 settembre 1971;
- Lieutenant de vaisseau Jean-Claude Blainvillain: 11 luglio 1973;
- Lieutenant de vaisseau François Bourgeois: 29 aprile 1975;
- Lieutenant de vaisseau Christian Martin: 25 marzo 1977;
- Capitaine de corvette Paul Habert: 18 aprile 1979;
- Capitaine de corvette Jean-Marc Calais: 27 febbraio 1981;
- Capitaine de corvette Alain Michel: 2 settembre 1983;
- Capitaine de corvette Jean-François de Basquiat de Mugriet: 24 aprile 1985;
- Capitaine de frégate Patrick Hébrard: 2 settembre 1986;
- Capitaine de frégate Xavier Houdaille: 22 aprile 1988;
- Capitaine de corvette Xavier Magne: 29 settembre 1989;

## Basi

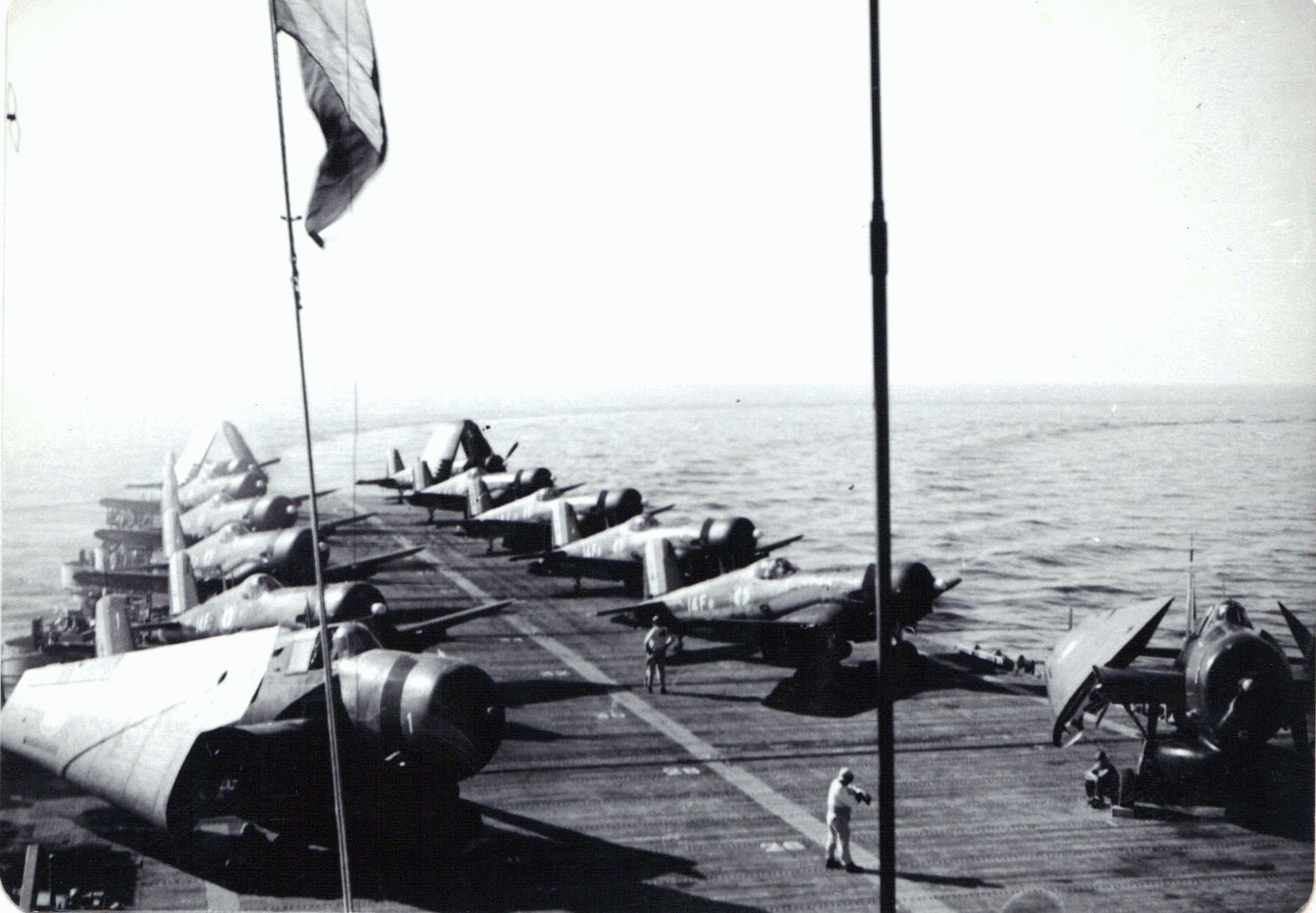
F4U-7 Corsair della Flottille 14F sul ponte di volo della La Fayette nel 1962.

- Base aérienne 190 Bach Mai (da aprile a luglio 1954)
- Base d'aéronautique navale de Cuers-Pierrefeu (da luglio 1955 a dicembre 1956)
- Portaerei La Fayette (dicembre 1956)
- Portaerei Arromanches (dicembre 1956)
- BAN Hyères Le Palyvestre (da dicembre 1956 al giugno 1961)
- BAN Karouba (dal luglio 1961 al luglio 1963)
- BAN Cuers-Pierrefeu (dall'agosto 1963 all'agosto 1964)
- BAN Lann-Bihoué (dal marzo 1965 al luglio 1968)
- BAN Landivisiau (da agosto 1968 a giugno 1991)

## Aeromobili utilizzati
- Chance Vought F4U-7 Corsair (dal gennaio 1953 all'agosto 1964)
- Vought F-8(FN) Crusader (dal marzo 1965 al maggio 1979)
- Dassault Super-Étendard (da giugno 1979 a giugno 1991)